# Horobjiwka
Horobjiwka (ukr. Гороб'ївка) – wieś na Ukrainie, w obwodzie charkowskim, w rejonie kupiańskim. W 2001 liczyła 263 mieszkańców, spośród których 243 posługiwało się językiem ukraińskim, a 20 rosyjskim.